# Bàn phím ảo

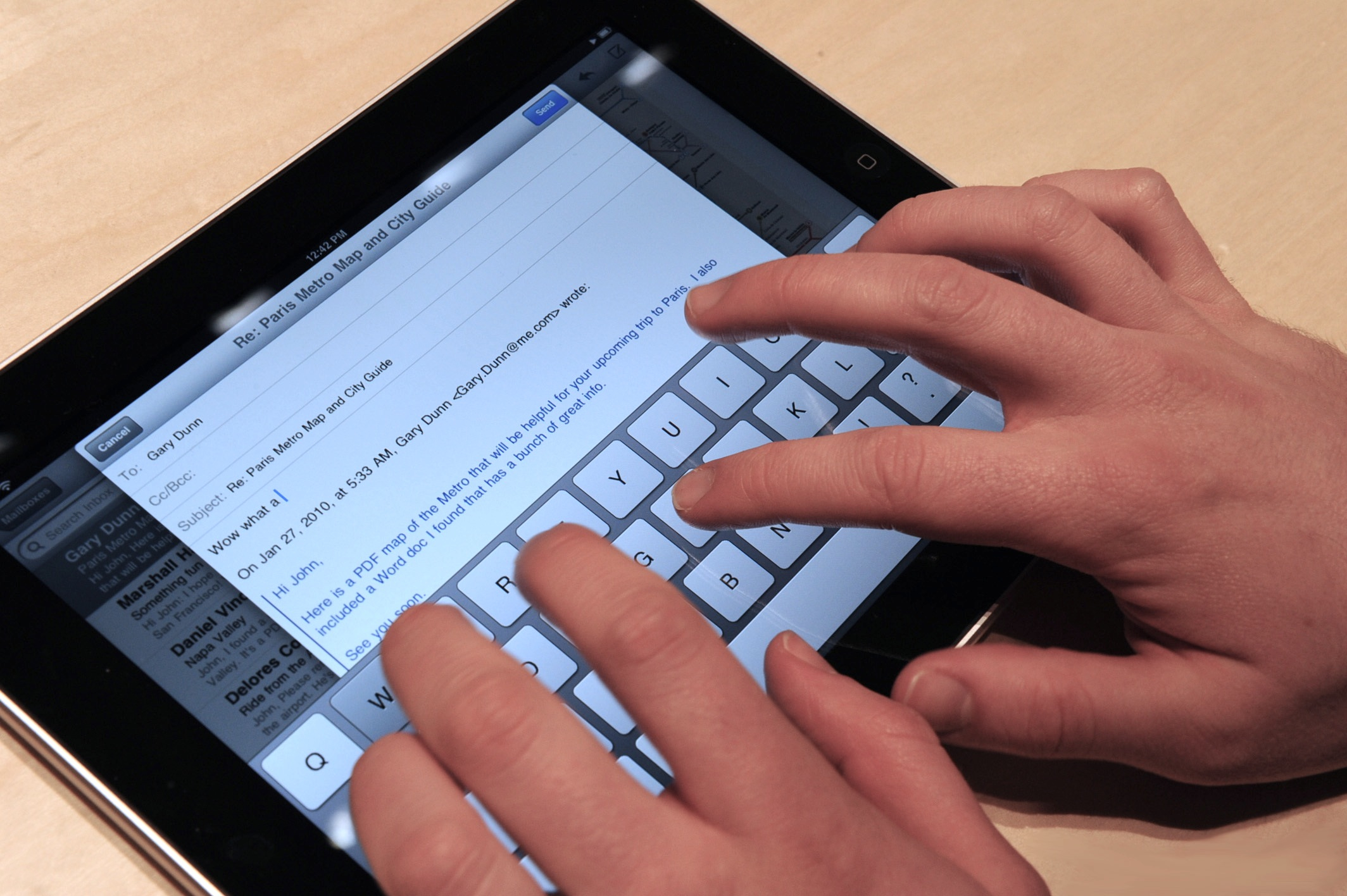
Nhập thông tin vào bàn phím ảo của iPad

Bàn phím ảo là một thành phần phần mềm cho phép nhập ký tự mà không cần các phím vật lý. Sự tương tác với bàn phím ảo xảy ra chủ yếu thông qua giao diện màn hình cảm ứng, nhưng cũng có thể diễn ra dưới một hình thức khác trong thực tế ảo hoặc tăng cường.

## Các loại
Trên máy tính để bàn, bàn phím ảo có thể cung cấp cơ chế nhập thay thế cho người dùng khuyết tật không thể sử dụng bàn phím thông thường hoặc người dùng đa ngôn ngữ thường xuyên chuyển đổi giữa các bộ ký tự hoặc bảng chữ cái khác nhau, có thể gây nhầm lẫn theo thời gian. Mặc dù bàn phím phần cứng có sẵn với bố trí bàn phím kép (ví dụ: Các chữ cái Cyrillic / Latin trong các bố cục quốc gia khác nhau), bàn phím trên màn hình cung cấp một sự thay thế tiện dụng trong khi làm việc tại các náy trạm khác nhau hoặc trên máy tính xách tay, hiếm khi đi kèm với bố cục kép.
Bàn phím ảo có thể được phân loại theo các khía cạnh sau:
- Bàn phím ảo với bố trí bàn phím màn hình cảm ứng hoặc khu vực cảm biến
- Bố trí bàn phím được chiếu tối ưu hoặc sắp xếp tương tự "phím" hoặc vùng cảm ứng
- Phát hiện tối ưu chuyển động tay và ngón tay của con người
- Bàn phím ảo trực tuyến cho nhiều ngôn ngữ không yêu cầu thay đổi cài đặt hệ điều hành [2]
- Tùy thuộc vào thiết bị nào bàn phím được sử dụng (máy tính để bàn / thiết bị di động / thực tế ảo / thực tế tăng cường)

Trên Internet, nhiều bàn phím ảo JavaScript khác nhau đã được tạo ra, cho phép người dùng nhập ngôn ngữ của họ trên các bàn phím nước ngoài, đặc biệt là trong các quán cà phê Internet. Màn hình cảm ứng đa điểm cho phép khả năng tạo bàn phím hợp âm ảo cho máy tính bảng, màn hình cảm ứng, bàn di chuột và găng tay có dây.